# Assedio di Siracusa (212 a.C.)
L'assedio di Siracusa si riferisce alle operazioni belliche messe in atto dalle truppe romane di Marcello sotto le mura della polis di Siracusa nel 212 a.C.
Gli attacchi si svolsero per vie terrestri e per vie marittime e in entrambi i casi l'esercito di Roma incontrò la strenua difesa pensata ed elaborata dallo scienziato e matematico Archimede. Durante l'assedio Ippocrate cercò rinforzi cartaginesi presso Eraclea Minoa ottenendo alcune vittorie contro i Romani. Epicide invece rimase a Siracusa, mantenendo sino all'ultimo una strenua difesa. L'esito finale vide la vittoria romana con la conquista di Siracusa e dei suoi territori.

## Contesto storico
Durante il regno di Gerone II, tra Roma e Siracusa era stato firmato un trattato di pace, che garantì al Regno di Siracusa (che copriva quasi tutta la Sicilia orientale) pace e prosperità per lungo tempo. Tuttavia, alla morte di Gerone II, alla guida del regno subentrò il nipote Geronimo. Appena quindicenne e quindi impreparato ad affrontare le giuste scelte politiche, commise il grave errore di rompere immediatamente il trattato con i Romani per allearsi con i Cartaginesi. La rottura dell'alleanza coi Romani era dettata dal fatto che, seppur ancora giovane, Geronimo credeva negli ideali dell'Ellenismo e nella libertà della Sicilia dal giogo romano. Tuttavia Geronimo morì in una cospirazione per mano di Dinomene. Gli succedette così Adranodoro, il quale mantenne per breve tempo il potere, fino a quando venne assassinato. A difesa della città subentrarono così i fratelli Ippocrate ed Epicide, inizialmente incerti su da che parte stare tra Roma e Cartagine. Alla fine prevalse il partito anti-romano.

### Casus belli
Dopo una lunga discussione, poiché non appariva alcuna possibilità di fare la guerra ai Romani, si decise di stipulare con loro un trattato di amicizia. In seguito a questa decisione vennero inviati degli ambasciatori a conferma dell'alleanza. Non passarono molti giorni quando giunsero da Lentini dei messi per richiedere una difesa militare per i loro territori. Questa ambasciata parve molto opportuna per mandar via i capi. Ippocrate venne inviato con i disertori nella città che richiedeva aiuto, ma il sollievo durò per poco tempo, poiché Ippocrate cominciò a saccheggiare i territori confinanti della provincia romana e, poco dopo, assalì una guarnigione romana uccidendone molti.
Marcello inviò allora degli ambasciatori a Siracusa, per dichiarare che erano stati violati i patti della pace e ammonire che, se non avessero allontanato dalla città e dalla stessa Sicilia i responsabili dell'eccidio, Ippocrate ed Epidice, questi fatti avrebbero potuto condurre alla guerra. Epidice raggiunse allora il fratello a Leontini, città che sapeva essere ostile ai Romani, e cominciò ad aizzare i suoi abitanti contro i Siracusani, sostenendo che i patti intervenuti tra questi ultimi e Roma non impegnavano anche Leontini nell'accordo. Ciò era dovuto anche al fatto che i due fratelli avrebbero dovuto abbandonare la Sicilia per recarsi in esilio a Locri.
| Denario con l'effige di Marco Claudio Marcello (conio celebrativo) | Denario con l'effige di Marco Claudio Marcello (conio celebrativo)                                                                                   |
| ------------------------------------------------------------------ | --- |
|                                                                    | |
| Dritto: Marco Claudio Marcello                                     | Rovescio: tempio tetrastilo, di fronte al quale si trova M. Claudio Marcello in toga, che porta un trofeo; ai lati, MARCELLVS CO(n)S(ul) QVINQ(uies) |
| Denario della fine del II secolo a.C.                              | |

I Siracusani allora informarono Marcello del rifiuto dei Leontini di attenersi anch'essi ai patti di alleanza con i Romani, e che questi ultimi avrebbero ricevuto il sostegno dei Siracusani in caso di guerra. Marcello partì con tutto l'esercito contro Leontini, chiamando a sé anche Appio per assaltare insieme la città ribelle; trovò che i suoi soldati erano presi da un tale furore, a causa della strage da poco compiuta contro i loro commilitoni, che la città venne presa al primo assalto. Ippocrate ed Epicide, dopo che videro le porte abbattute e le mura occupate dalle milizie romane, trovarono prima rifugio nell'acropolis e poi nella città di Erbesso. Ai Siracusani, che erano partiti con 8 000 armati per assistere i Romani nell'assedio, venne incontro un ambasciatore al fiume Myla, il quale mescolando notizie false con vere, disse che la città era stata saccheggiata e che era stata compiuta una strage indiscriminata di soldati e cittadini, tanto che nessun giovane era sopravvissuto.
A una notizia tanto atroce quanto falsa, l'armata siracusana, sconvolta per la strage, si fermò e i due comandanti, Soside e Dinomene, preferirono condurla a Megara Iblea. Partirono quindi con pochi cavalieri nell'intento di occupare la vicina Erbesso. Fallita però l'impresa, mossero l'intera armata da Megara. Ippocrate ed Epicide, perduta ogni speranza, andarono incontro all'armata siracusana con l'intento di consegnarsi, e incontrarono casualmente come prima schiera, quei 600 Cretesi che avevano combattuto sotto il loro comando ai tempi di Geronimo. Supplicanti, chiesero loro di proteggerli, scongiurando di non essere consegnati ai Siracusani, che li avrebbero certamente uccisi.
La confusione che venne a generarsi nell'intera armata siracusana portò i loro comandanti a chiedere consiglio sul da farsi al senato siracusano. Contemporaneamente Ippocrate, approfittando della situazione, lesse ad alta voce una lettera che, fingendo di averla intercettata egli stesso, aveva scritto lui, dove si leggeva che i due comandanti siracusani invitavano il console Marcello a trattare con la stessa durezza tutte le milizie mercenarie di Siracusa, per permettere alla città di raggiungere la necessaria indipendenza e libertà da truppe straniere. La reazione dell'armata fu tale che i due comandanti siracusani furono costretti a fuggire verso Siracusa, mentre Ippocrate ed Epicide ottennero la gratitudine e la fedeltà di queste truppe. Decisero infine di inviare un soldato tra quelli che erano stati assediati dai Romani a Leontini, corrompendolo affinché portasse a Siracusa la falsa notizia della strage avvenuta durante l'assedio, come se egli stesso avesse realmente vissuto quella tragica esperienza, per eccitare l'ira dei cittadini siracusani contro Roma.
A parte una minoranza, la maggior parte dei cittadini e del Senato, accolsero l'esercito di ritorno da Megara ed elessero nuovamente come loro strateghi, Ippocrate ed Epicide.
(Livio, XXIV, 32.9.)
Con la rottura delle condizioni del trattato di alleanza, il Senato romano votò la guerra contro Siracusa. L'incarico di conquistare la città fu affidato al console romano, Marco Claudio Marcello, che con un congruo numero di forze di terra e mare, pose gli accampamenti presso la città, a 1 500 passi (4,5 km), presso il tempio di Zeus. Marcello fu affiancato dal propretore, Appio Claudio Pulcro, che disponeva di una flotta di almeno cento navi, inizialmente dislocate a Murgantia.
I Romani decisero di fare un ultimo tentativo di mediazione inviando una nuova delegazione di ambasciatori. Fuori della porta li attendevano Ippocrate ed Epicide. Fu del tutto inutile poiché l'assedio riprese subito dopo.

## Forze in campo
Romani

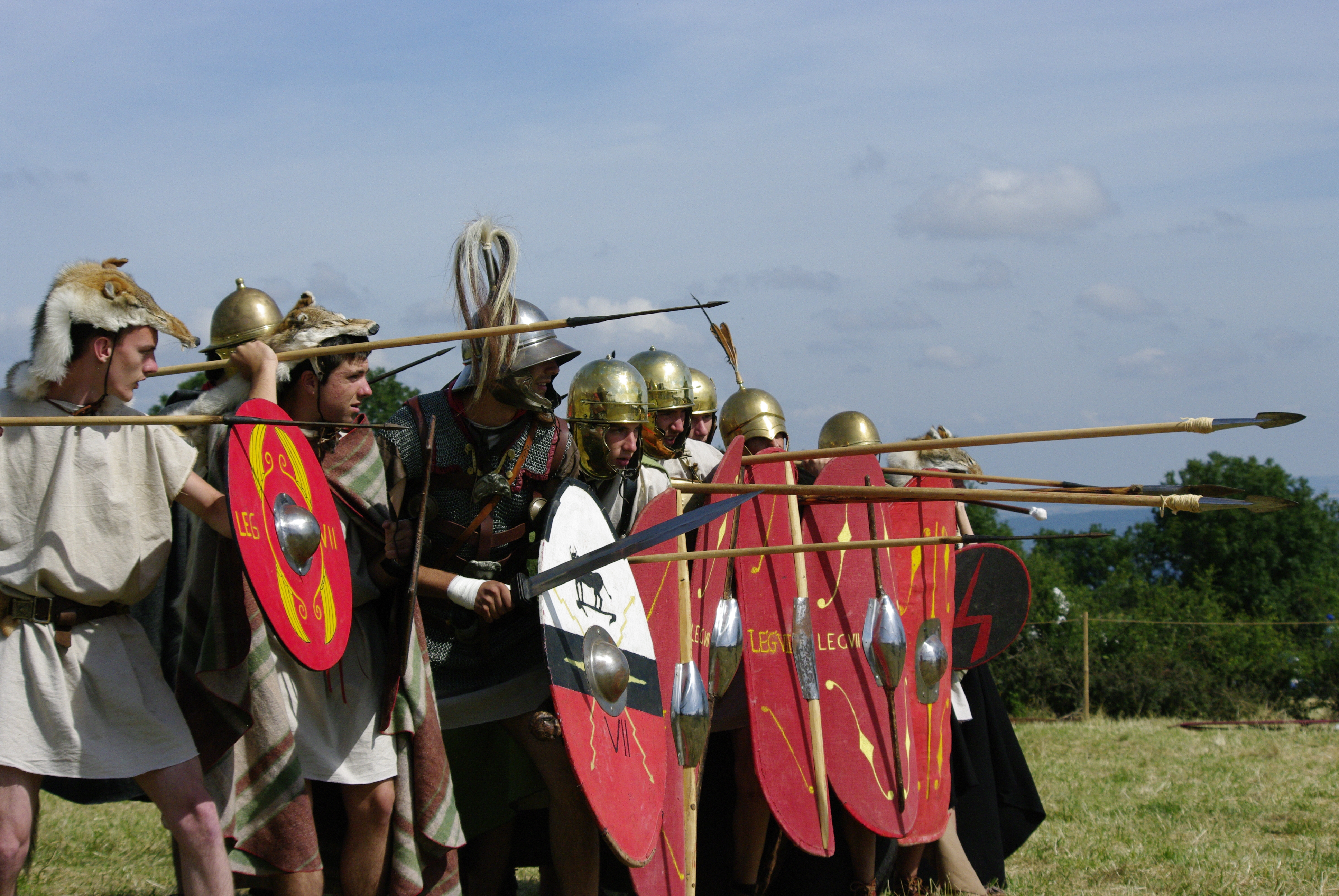
Ricostruzione storica di legionari romani, tra cui: alcuni velites (a sinistra), un cavaliere con elmo beotico-pseudocorinzio con pennacchio di coda di cavallo (al centro), almeno cinque hastati (a destra) e un princeps (con penne sull'elmo)

In Sicilia vennero acquartierate, in punizione, i resti delle due legioni romane superstiti di Canne, oltre a una flotta di cento quinqueremi, posta sotto il comando di Appio Claudio Pulcro. I Romani utilizzarono per i loro assalti via mare, sia le quinqueremi, sia le sambuche montate sulle prime.
Nel 213 a.C. Claudio Marcello (proconsole) disponeva delle due legioni "cannensi" presso Siracusa; Publio Cornelio Lentulo di una legione (?) nella "vecchia" provincia; mentre a Tito Otacilio Crasso (praefectus classis) era affidata la flotta. L'anno seguente (212 a.C.), la situazione era rimasta pressoché invariata con Claudio Marcello, ancora proconsole, sotto il cui comando militavano le due legioni "cannensi" nei pressi di Siracusa; Publio Cornelio Lentulo aveva sotto il suo comando una legione (?) nella "vecchia" provincia; mentre Tito Otacilio Crasso era praefectus classis della flotta romana di 100 quinqueremi.
Siracusani
A difesa della città, vi era un valoroso esercito ben equipaggiato nonché l'ingegno di Archimede e delle sue invenzioni. Proprio in quell'occasione infatti il Siracusano preparò la difesa tramite mezzi rinnovati come la balista, la catapulta e lo scorpione. Ma anche altri mezzi come la manus ferrea e gli specchi ustori, con cui si dice mise in seria difficoltà gli attacchi romani per mare e per terra. In realtà ci sono molti dubbi sull'utilizzo di specchi ustori da parte di Archimede, anche perché tutte le fonti che riportano tale informazione sono tarde e ci sono molti dubbi sulla fattibilità all'epoca di specchi parabolici o comunque orientati per far prender fuoco al legno o alla stoffa a così grande distanza.

## Assedio (214 - 212 a.C.)

### Primi otto mesi di assedio (214 a.C.)
Siracusa possedeva 27 km di mura costruite all'epoca di Dionigi I di Siracusa, che le garantivano una completa difesa, sia dalla parte del mare, sia da quella di terra. Proprio per queste difese la città non era mai stata prima di allora espugnata. Ecco come la descrive Polibio:
(Polibio, VIII, 5.)

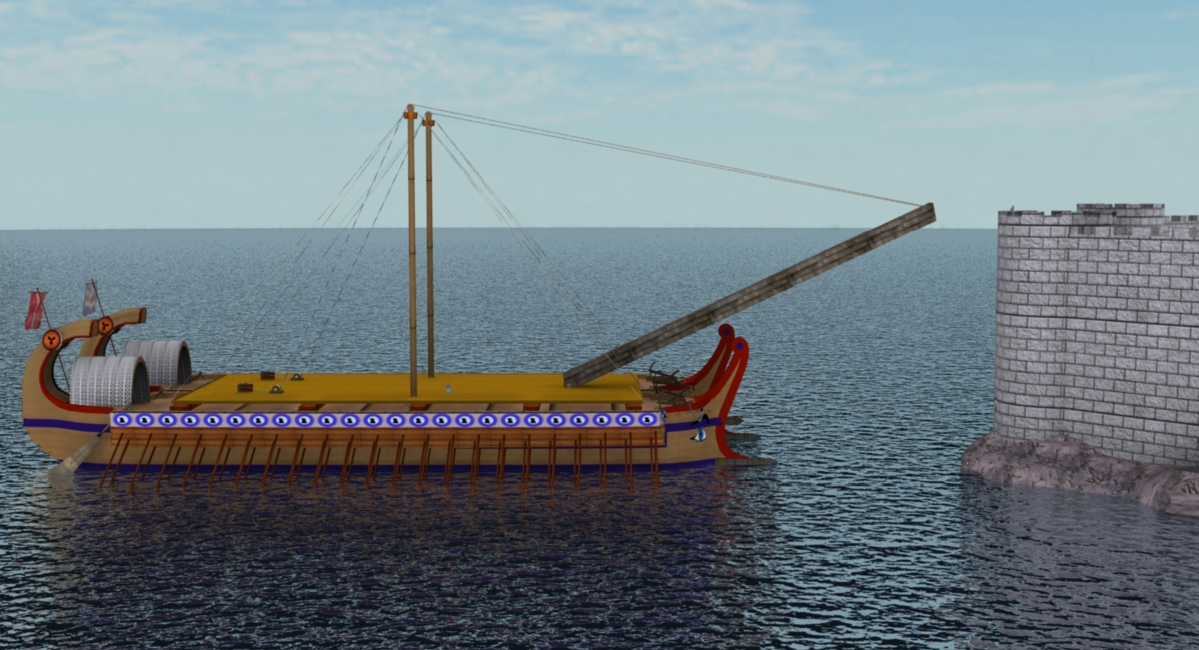
Ricostruzione di sambuca ellenistica

Il compito di Marcello risultò pertanto assai difficile. I Romani posero il loro accampamento a poca distanza dalla città, per poi decidere di muovere l'assalto alle mura della città, dalla parte di terra nei pressi della porta Exapylon, dal mare invece da Acradina nei pressi del portico dei calzolai, dove le mura poggiano sul molo a picco sul mare.
(Plutarco, Vite parallele - Marcello, 15.1.)
E poiché i Romani avevano già pronti i graticci, i materiali da lancio e tutto ciò che era necessario, pensarono di poter portare a termine tutti i preparativi per l'assedio in cinque giorni. Essi non sapevano però che a difendere la città vi era il genio di Archimede, uno dei più grandi matematici e ingegneri dell'antichità. E così mentre Appio Claudio Pulcro si avvicinava da terra con le scale e i materiali adeguati per l'assedio, lungo il lato della porta dell'Hexapylon, Marco Claudio Marcello, cominciò a muovere con parte della flotta (60 quinqueremi) dal mare, in direzione di Acradina, con uomini armati di archi, fionde e giavellotti. Contemporaneamente con altre otto quinqueremi, alle quali per metà vennero sottratti i remi di destra e le altre quattro i remi di sinistra, e legate a coppie tra loro lungo le fiancate prive di remi, i Romani montarono sopra di esse delle sambuche.
(Polibio, VIII, 6.)

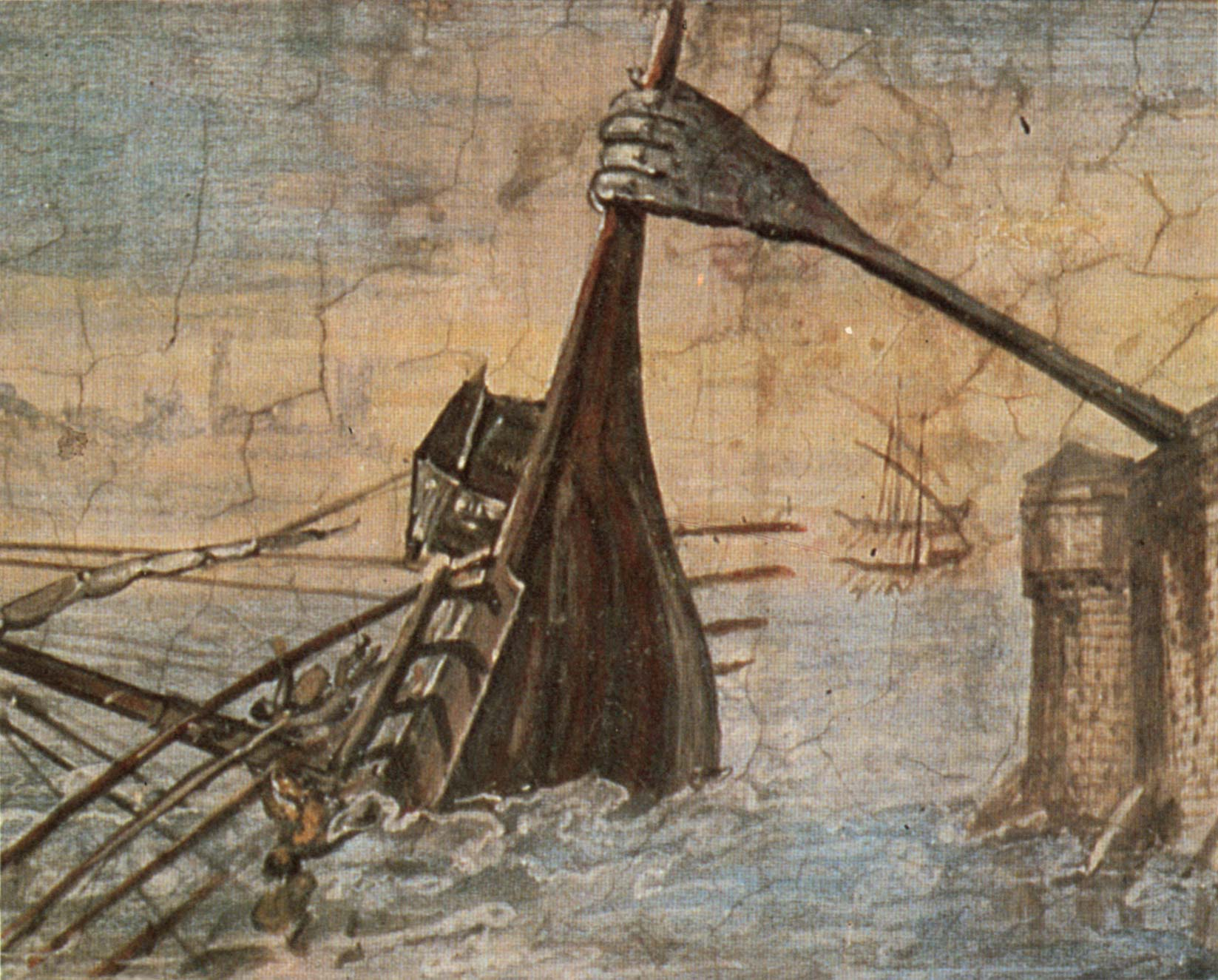
L'arma descritta da Polibio: una mano di ferro che sollevava la prua delle navi di Marcello

Intanto Archimede predispose tutta una serie di macchine da lancio, capaci di coprire qualsiasi distanza entro il loro massimo lancio. Mise così in gravi difficoltà i Romani che stavano attaccando via mare, grazie a potenti baliste e catapulte. Egli iniziò a utilizzare prima le macchine più grosse e potenti, e poi man mano che si avvicinavano alle mura quelle più piccole, per tenere il nemico sempre sotto il fuoco siracusano, a seconda della lunghezza del tiro. Marcello, preso dallo sconforto, fu costretto a bloccare l'avanzata e a operare l'avvicinamento alle mura, solo di notte. E ancora Archimede completò un altro espediente per difendere le mura, una volta che i Romani si avvicinavano e combattevano dall'alto delle torri poste sulle navi: fece aprire nelle mura una fitta serie di feritoie alte quanto un uomo all'interno e grandi quanto un palmo sulla facciata esterna. Dalla parte interna aveva disposto sia gli arcieri, sia dei piccoli "scorpioni", pronti a neutralizzare i soldati romani a bordo delle quinqueremi. In sostanza, che i nemici fossero lontani o vicini, egli riuscì a neutralizzarli, oltre a ucciderne parecchi.
E per evitare che i Romani si avvicinassero troppo alle mura con le loro sambuche issate, Archimede predispose un congegno non visibile dall'esterno che, al momento opportuno, si alzava dall'interno e sporgeva le proprie "antenne" oltre i merli. Queste ultime reggevano delle pietre del peso non inferiore a dieci talenti (360 kg) oppure blocchi di piombo. Le "antenne" venivano fatte ruotare nella direzione degli assedianti e poi, tramite un meccanismo a scatto, lasciavano cadere improvvisamente le pietre che andavano a sfasciare le sambuche e le navi stesse. C'erano poi altre macchine che facevano cadere grosse pietre sulla prua delle navi, dove i soldati romani, posti dietro a dei ripari di graticci, si proteggevano da frecce e dardi lanciati dalle feritoie delle mura. Al tempo stesso i Siracusani calavano una mano di ferro attaccata a una catena che provava ad afferrare la prua della nave e la sollevava sulla poppa. Ciò bloccava la nave per poi lasciar cadere dalla macchina, con un meccanismo a scatto, la mano e la catena, tanto che alcune imbarcazioni si rovesciavano sul fianco, altre sprofondavano imbarcando acqua.
Tutti questi marchingegni, mai visti prima d'ora dai Romani, generarono non poco sconforto tra le file degli assedianti e nel loro comandante, Marcello, che a detta di Polibio scherzava sulla sua situazione, dicendo che
(Polibio, VIII, 8.)
Contemporaneamente anche Appio Claudio, sul fronte terrestre non ebbe miglior fortuna. Anche questa parte era stata difesa con ogni genere di macchine da guerra a cura di Gerone II, nei suoi precedenti anni di regno. I suoi uomini, ancora distanti dalle mura, erano raggiunti dalle scariche di proiettili lanciati a grande distanza dalle mura della città, da catapulte e baliste. Quando poi si avvicinavano alla città, erano tempestati da una fitta pioggia di frecce scagliate dalle feritoie delle mura; coloro invece che attaccavano al riparo di graticci, erano uccisi dai colpi delle pietre e delle travi, lanciate sulle loro teste. Sempre i Siracusani inflissero non poche perdite con le loro "mani meccaniche", che sollevavano i legionari romani, per poi lasciarli cadere dall'alto delle mura. Fu così che Appio Claudio preferì ritirarsi nel proprio accampamento, non rinunciando ad azioni improvvise, stratagemmi o impresa ardita, per gli otto mesi che rimase in carica, evitando di prendere Siracusa con l'assedio. Egli era convinto che prima o poi i suoi cittadini si sarebbero arresi per fame, visto che la popolazione della città era numerosa, dopo che vennero tagliate tutte le vie di rifornimento, via terra e via mare. Così i Romani, dopo aver tenuto un consiglio di guerra, deliberarono di rinunciare all'assalto, poiché ogni tentativo risultava vano e decisero di bloccare al nemico tutte le vie di rifornimento, assediando Siracusa per mare e per terra.
Lo storico Niccolò Palmeri, descrive uno dei tanti attacchi che subirono i Romani per opera delle geniali difese di Archimede:
(Nicolò Palmieri, Somma della Storia di Sicilia, Volume 1)

### Altre azioni militari nei territori circostanti (214 a.C.)
E per non perdere tempo, Appio Claudio rimase a guardia della città con i due terzi delle forze, mentre Marcello, con l'altro terzo, ridusse in suo potere alcune delle città che erano passate ai Cartaginesi. Eloro e Erbesso si arresero spontaneamente. Distrusse quindi e saccheggiò Megara Hyblaea. Contemporaneamente il comandante cartaginese, Imilcone, sbarcò a Eraclea Minoa con 25 000 fanti, 3 000 cavalieri e 12 elefanti, una quantità di soldati superiore a quella con cui aveva tenuto la flotta al promontorio di Pachino. Egli era stato inviato da Annibale in soccorso di Ippocrate. Giunto a Eraclea, ricevette la resa di Agrigento e, poco dopo, si congiunse a Ippocrate che, con la sua armata di 10 000 fanti e 500 cavalieri, aveva deciso di accamparsi presso Akrillai. E mentre i Siracusani stavano fortificando il loro campo, giunse Marcello, che tornava da Agrigento, già occupata dal nemico, e non si aspettava di incontrare un esercito siracusano. Tuttavia temendo di poter essere attaccato da Imilcone, marciava con l'esercito in formazione, pronto a difendersi da un possibile assalto improvviso. Il caso volle che quella cautela utilizzata contro un possibile attacco dei Cartaginesi servì al comandante romano per avere la meglio contro i Siracusani. Questi ultimi infatti vennero sorpresi mentre erano ancora intenti a preparare gli accampamenti. La fanteria venne assalita praticamente inerme, mentre la cavalleria riuscì a rifugiarsi da Ippocrate ad Akrillai, dopo brevi scaramucce. Grazie all'esito di questa battaglia, molti tra i Siculi abbandonarono il proposito di allontanarsi dai Romani e Marcello poté far ritorno a Siracusa.

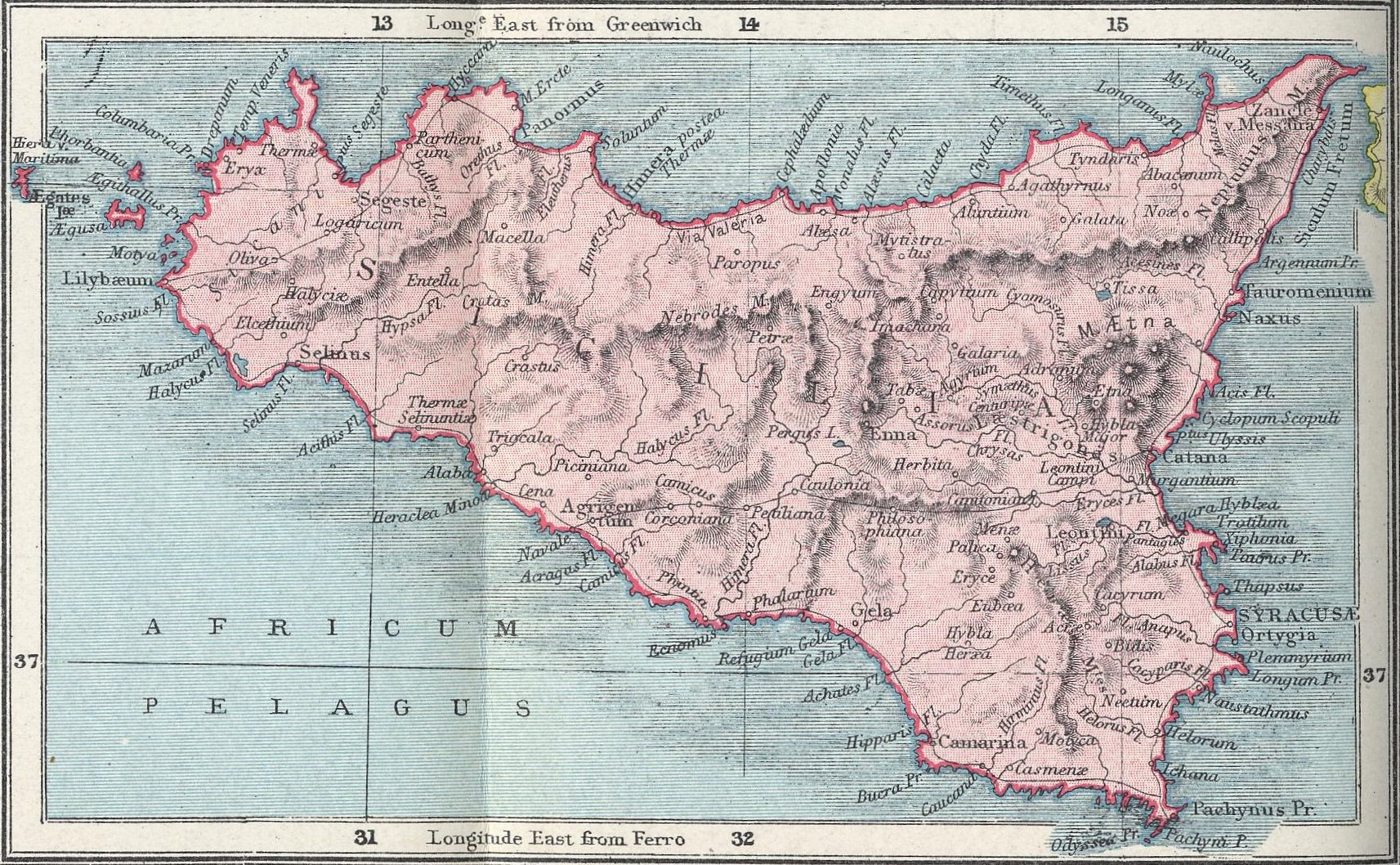
Geografia della Sicilia romana

Dopo pochi giorni che Marcello era tornato nell'accampamento romano davanti a Siracusa, anche Imilcone, che si era congiunto con Ippocrate, pose gli accampamenti nei pressi del fiume Anapo, a circa otto miglia dalla città (pari a 12 km circa). Sempre in questo stesso momento giunse davanti al porto di Siracusa, Bomilcare, ammiraglio della flotta cartaginese formata da 55 navi da guerra; sul fronte opposto trenta quinqueremi sbarcarono a Panormus una nuova legione romana, concentrando sull'isola una grande quantità di truppe. Bomilcare però non si trattenne per molto, poiché non molto tempo dopo passò in Africa, poiché si fidava poco delle sue navi, che erano la metà di quelle romane, e del fatto che avrebbe messo in maggiori difficoltà gli alleati peggiorandone le riserve di alimenti.
Accadde anche che Imilcone inseguì invano Marcello fino a Siracusa, per vedere se gli si presentava un'occasione per combattere, prima che il console romano si ricongiungesse con il grosso del suo esercito. Non presentandosi alcuna opportunità di combattimento e vedendo che Marcello si era rifugiato nei suoi accampamenti, il comandante cartaginese preferì muovere il suo campo per non sprecare inutilmente il tempo stando a guardare gli alleati assediati. Poco dopo ricevette la resa di Murgantia, i cui cittadini consegnarono allo stesso la guarnigione romana e dove i Romani avevano ammassato una grande quantità di grano e rifornimenti di ogni specie. E non appena giunsero le voci di questa defezione, molte città ripresero coraggio e cacciarono o sopraffecero i vari presidi romani. La città di Henna, posizionata sopra un monte altissimo, aveva un presidio romano inespugnabile e un comandante esperto come Lucio Pinario, il quale non si fece sorprendere dagli eventi. Egli, avendo compreso del tradimento degli Ennesi, scesi a patti con Imilcone, compì una vera e propria strage sull'intera popolazione cittadina. L'alternativa sarebbe stata quella di consegnare il presidio romano nelle mani dei Cartaginesi, mettendo a repentaglio la vita dei suoi stessi soldati. Marcello non disapprovò quella strage e concesse ai soldati il bottino raccolto a Henna, ritenendo che i Siculi per timore di una nuova strage avrebbero evitato di tradire altri presidi romani. Livio aggiunge che con quell'ignobile strage non era stato profanato soltanto un luogo abitato da uomini, ma anche da dei in quanto proprio a Henna era ancora vivo il ratto di Proserpina. Fu così che gli indecisi passarono dalla parte dei Cartaginesi.
Da qui Ippocrate si rifugiò a Murgantia, Imilcone ad Agrigento, dopo aver inutilmente avvicinato a Henna l'esercito. Marcello invece fece ritorno a Leontini, dopo aver raccolto nell'accampamento grano e altri rifornimenti. Lasciato a Henna un modesto presidio, venne verso Siracusa per assediarla. Concesse, quindi, ad Appio Claudio il permesso di recarsi a Roma per ottenere il consolato, e al suo posto, a capo della flotta, pose Tito Quinzio Peno Capitolino Crispino. Costruì e fortificò i quartieri d'inverno (hiberna) a cinque miglia (7,5 km) dall'Esapilo, in località Leonte.

### L'assedio si protrae (213 a.C.)

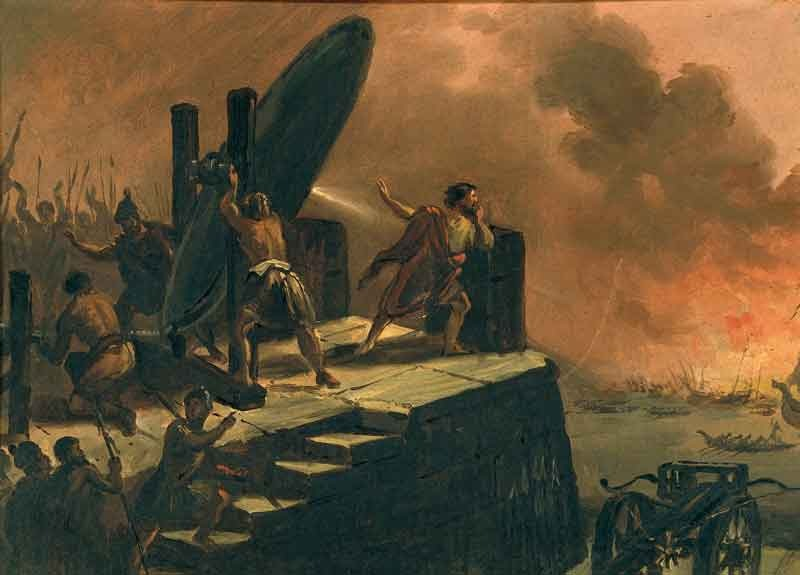
Gli specchi ustori di Archimede di Siracusa (dipinto di Cherubino Cornienti del 1855). Archimede potrebbe aver usato i suoi specchi in modo collettivo per riflettere la luce del sole per bruciare le navi della flotta romana durante l'assedio di Siracusa.

A fronte di sforzi vani, Marcello decise di mantenere il semplice assedio, provando a stritolare la città. L'assedio si protrasse per ben 18 mesi, un tempo lungo in cui a Siracusa esplosero contrasti e malumori tra il popolo. La parte filoromana sosteneva la possibilità di migliori condizioni di vita cedendo il regno ai Romani, mentre la restante parte proponeva la difesa a oltranza. Queste divisioni sorsero certamente per l'assenza di un sovrano forte e carismatico quale era stato Gerone II, infatti fu un gruppo di cittadini a tradire la causa della città. Dopo frequenti contatti con le truppe romane, fu organizzato il tradimento.
Il console Marcello, avendo capito che con le macchine di Archimede non poteva creare una breccia nelle mura di Siracusa, decise allora di cambiare strategia e di prendere la città per fame, aspettando che la sua numerosa popolazione all'interno sentisse la necessità di uscire fuori per procurarsi i viveri alimentari. Ma i Romani non avevano calcolato che Siracusa disponeva dell'alleanza dei Cartaginesi che la rifornivano di cibo. I piani dei Romani andarono talmente disattesi che gli storici ci narrano addirittura di un tentativo di resa da parte di Claudio Marcello:
(Rollin in Storia Antica e Romana , vol. IX, p. 166.)

### Assalto finale (212 a.C.)
Marcello, all'inizio della primavera del 212 a.C., era incerto se attaccare Agrigento, nelle mani di Imilcone e Ippocrate, oppure stringere d'assedio più da vicino Siracusa. La città risultava inespugnabile sia con la forza sia per fame, poiché poteva essere liberamente rifornita di approvvigionamenti da Cartagine. Tuttavia per non lasciare nulla d'intentato, diede incarico di saggiare le intenzioni degli assediati ad alcuni nobili siracusani cacciati dalla città dopo la ribellione contro Roma, promettendo che, se Siracusa si fosse arresa ai Romani, sarebbero vissuti liberamente con le proprie leggi. I piani del proconsole romano svanirono poiché la congiura di consegnare la città venne scoperta da un certo Attalo, il quale, sdegnato per non essere stato fatto partecipe, denunciò ogni cosa a Epicide e tutti i congiurati vennero messi a morte. Subito dopo questa opportunità, ne apparve un'altra.
(Rollin in Storia Antica e Romana , volume 9)
| AR 6 Litrai (λίτρα) della Quinta democrazia di Siracusa (214-212 a.C.) | AR 6 Litrai (λίτρα) della Quinta democrazia di Siracusa (214-212 a.C.)                                                       |
| ---------------------------------------------------------------------- | --- |
|                                                                        | |
| Testa barbata di Eracle verso sinistra, indossante pelle di leone.     | Nike, con kentron (pungolo) nella mano destra e redini nella sinistra, su quadriga veloce dx; sotto ΣA, in esergo ΣΥΡΑΚΟΣΙΩΝ |
| Sicilia, monetazione di Siracusa                                       | |

L'evento fortuito per i Romani fu che catturarono un certo Damippo, ambasciatore che i Siracusani avevano inviato a chiedere aiuto a Filippo re di Macedonia; avendo colto l'importanza di quell'emissario, i Romani riuscirono a ottenere un incontro con i Siracusani, per riscattare il prigioniero, poiché sembra che Epicide ci tenesse moltissimo a lui, disposto com'era a pagare qualunque prezzo. E Marcello non era contrario a farlo, poiché mirava a conservare l'amicizia con gli Etoli, che erano alleati degli Spartani. L'incontro avvenne a metà strada, nei pressi dell'insenatura Trogilo vicino alla torre chiamata Galeagra. In questa occasione, un soldato romano contò le file di mattoni. La torre era costruita con pietre ben squadrate, tanto da risultare estremamente facile calcolare la distanza tra i merli da terra. Suggerì pertanto al comandante romano di scalare quelle mura con delle scale di medie dimensioni, quando i Siracusani si fossero distratti. E l'occasione venne loro incontro, poiché un traditore siracusano li avvisò che la polis stava festeggiando da tre giorni una ricorrenza in onore della divinità Artemide-Diana e che, se da un lato usavano poco cibo poiché scarseggiava, dall'altro bevevano vino in abbondanza. Fu così che Marco Claudio Marcello, venuto a conoscenza della preziosa informazione, e ricordatosi del punto delle mura che risultava più basso, pensando che gli uomini si sarebbero ubriacati, decise di tentare la sorte.

#### Conquista dell'Esapilo
Dopo che furono approntate due scale adatte all'altezza delle mura, Marcello selezionò il gruppo che avrebbe dovuto dare inizio alla scalata e che riteneva più idoneo ad affrontare il primo ed evidente pericolo. Si trattava di pochi tribuni, alcuni centurioni e pochi soldati scelti. Fece loro grandi promesse. Scelse quindi altri uomini che avrebbero assistito i primi, appoggiando le scale, senza anticipare a questi ultimi del piano, ma annunciando semplicemente di tenersi pronti. Scelta un'ora opportuna della notte, svegliò gli uomini preposti all'attacco; dopo aver inviato i portatori di scale, sotto la scorta di un tribuno e di un manipolo di legionari, fece svegliare tutto l'esercito e cominciò a inviare i primi manipoli, uno alla volta, a intervalli regolari per evitare che ci fosse confusione durante la scalata.
Raggiunto il numero di mille legionari sotto le mura nei pressi dell'Esapilo, seguì egli stesso con il resto dell'esercito. Una volta che i portatori di scale l'ebbero appoggiate al muro senza essere visti, il primo gruppo d'assalto diede rapidamente la scalata. Una volta poi che questi si trovarono in cima alle mura, tutti gli altri cominciarono a correre su per le scale, ormai senza più un grande ordine. Inizialmente percorsero le mura senza trovarvi le sentinelle, in quanto a causa della festa, gli uomini si trovavano riuniti all'interno delle torri a festeggiare, alcuni ubriachi, altri addormentati. Fu così che i legionari romani, senza fare rumore, dapprima piombarono sugli uomini della prima torre e poi delle altre vicine, uccidendo la maggior parte degli armati siracusani e senza che nessuno avesse dato l'allarme. Quando poi furono nei pressi dell'Esapilo, scesero le mura dall'interno, abbatterono la prima postierla e da questa fecero entrare il comandante Marcello con il resto dell'esercito. Come i Romani giunsero all'Epipole, luogo pieno di sentinelle, essi cercarono di spaventarle. Le guardie, infatti, appena udirono i suoni di trombe degli assalitori, insieme alle grida di quelli che erano assaliti in altre parti della città, in parte si diedero alla fuga lungo le mura, altre saltarono giù atterriti. All'alba, forzato l'Esapilo, Marcello, entrato in città con tutto l'esercito, spinse ciascuno a prendere le armi e portare aiuto alla città ormai occupata. Epicide dall'isola (Isola di Ortigia), che i Siracusani chiamano Naso, partì con marcia veloce in direzione degli scontri, convinto di poter ricacciare i Romani. Ma quando incontrò i cittadini spaventati, li rimproverò di accrescere la confusione. E quando vide che i luoghi intorno all'Epipoli erano pieni di soldati romani, fece retrocedere i suoi verso l'Acradina.
(Livio, XXV, 24.11.)
E per evitare che l'intera città fosse data alle fiamme, ricordandone l'antica gloria, prima di muovere le insegne verso l'Acradina, mandò avanti quei Siracusani che in precedenza si erano uniti ai presidi romani, affinché con discorsi calmi e moderati, convincessero i Siracusani tutti alla resa.

#### Conquista del Castello Eurialo

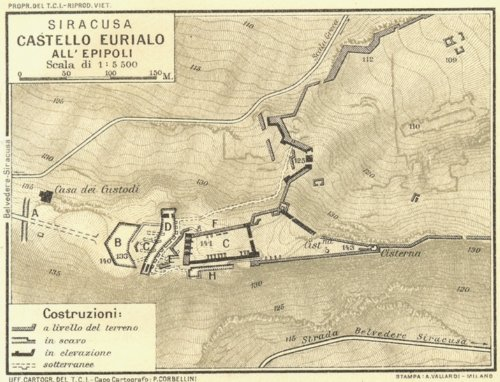
A: fossato rettilineo; B: fossato ad angolo; C-D-E-F: mura difensive; H: fossato sud; G: corpo centrale

Le porte e le mura dell'Acradina erano presidiate soprattutto dai disertori, che per queste ragioni non nutrivano alcuna speranza nelle trattative di una resa. Essi, al contrario, facevano di tutto per impedire che chiunque si avvicinasse alle mura e intrattenesse una qualsiasi conversazione. Per questi motivi Marcello diede indicazioni di retrocedere presso la città-quartiere del Castello Eurialo, che Livio ci descrive in questo modo:
(Livio, XXV, 25.2.)
Questo luogo fortificato era stato affidato da Epicide a un certo Filodemo. A quest'ultimo era stato inviato da Marcello uno degli assassini del tiranno Geronimo di Siracusa, un certo Soside, per trattare la resa di questa parte della città. Filodemo però cercava di rimandare la decisione di giorno in giorno, nella speranza che Ippocrate e Imilcone si avvicinassero con i loro eserciti ed entrassero nella rocca. Marcello aveva compreso che se ciò fosse accaduto, l'esercito romano, chiuso fra quelle mura, avrebbe potuto essere distrutto.
Allora il proconsole romano, vedendo che non poteva impadronirsi dell'Eurialo né con l'assalto né con la resa, pose gli accampamenti tra i quartieri di Neapolis e della Tycha. E poiché temeva di non riuscire a tenere a bada le aggressioni dei soldati avidi di bottino, nel caso in cui fosse entrato nei luoghi abitati, impose ai suoi di non recare alcuna offesa alle persone, permettendo per il resto il libero saccheggio. Fu così che a un segnale convenuto, i soldati corsero ovunque e, per quanto riecheggiassero ovunque le grida di terrore degli abitanti, nessuna strage venne compiuta, seppure non furono posti limiti al saccheggio in una città tanto ricca. Intanto Filodemo, avendo perduto ogni speranza di ricevere aiuto, ottenuta la garanzia di poter tornare da Epicide, ritirò il presidio e consegnò l'Eurialo ai Romani.

#### Primi assalti all'Acradina

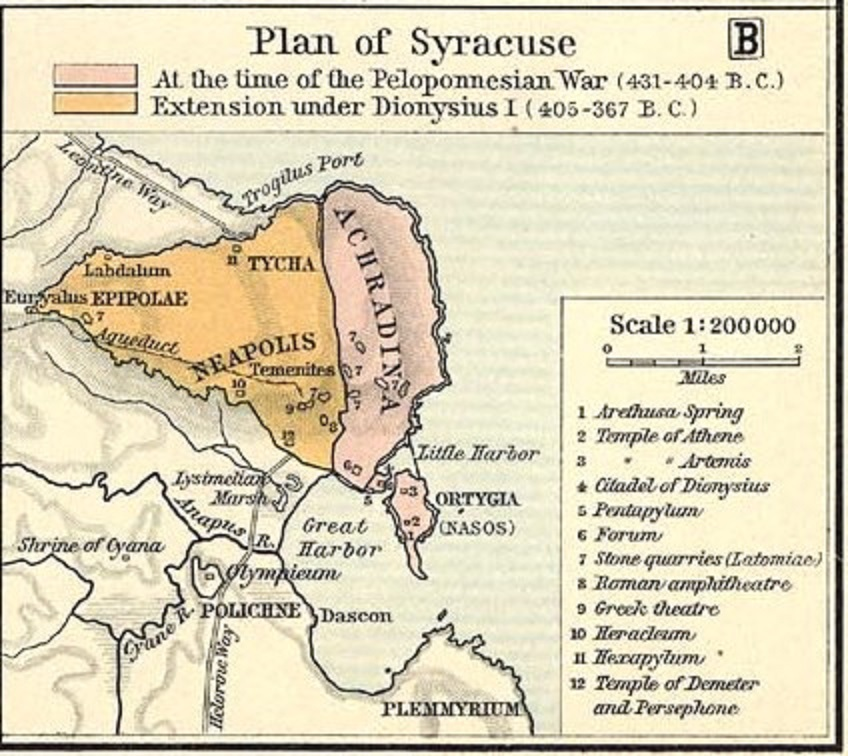
Mappa dell'antica Siracusa

E poiché tutti prestavano attenzione a quella parte della città dove si levava il fracasso, Bomilcare colse l'occasione di quella notte, in cui la flotta romana non riusciva a stare all'ancora a causa di una violenta tempesta, e partì con 35 navi dal porto di Siracusa, facendo vela per il mare aperto. Lasciò a Epicide e ai Siracusani solo 55 navi. Una volta che i Cartaginesi vennero a conoscenza delle condizioni in cui si trovava la città greca, permisero a Bomilcare di far ritorno a Siracusa con 100 navi; e il comandante cartaginese fu ricompensato da Epicide con molti doni tratti dal tesoro di Gerone.
Marcello con la presa dell'Eurialo, dove aveva posto un presidio, si era liberato della preoccupazione di poter essere attaccato alle spalle. Collocò quindi in luoghi adatti tre accampamenti e circondò d'assedio l'Acradina, con la speranza di poter prendere questa parte della città per fame. E per quanto gli accampamenti romani rimanessero tranquilli per alcuni giorni, all'arrivo di Ippocrate e Imilcone, le forze romane vennero assalite da ogni parte. Ippocrate, infatti, dopo aver posto gli accampamenti presso il porto grande, diede il segnale di attacco anche alle truppe siracusane poste a difesa dell'Acradina. Lanciò quindi la sua armata contro gli accampamenti romani presidiati da Tito Quinzio Peno Capitolino Crispino, mentre Epicide si occupava di assaltare i posti di guardia di Marcello. Frattanto la flotta cartaginese approdava sulla spiaggia posta tra gli accampamenti romani e la città, per impedire che Marcello potesse inviare aiuti a Crispino. Dopo lo scompiglio iniziale generato dall'attacco a sorpresa, Crispino non solo riuscì a respingere Ippocrate, ma lo inseguì fin nelle sue postazioni fortificate. Marcello, intanto, riuscì a cacciare Epicide dentro la città.
Dopo questa battaglia giunse una terribile pestilenza che colpì tutti, distogliendo entrambe le parti dal formulare nuovi piani di guerra. Infatti in autunno, la natura dei luoghi per natura malsani e la violenza intollerabile del caldo provocarono dei grossi problemi di salute per Romani e Siracusani. Inizialmente la gente si ammalava a causa del luogo malsano e del caldo, poi a causa del contagio con gli ammalati, si diffondeva il morbo, tanto che come scrive Livio:
(Livio, XXV, 26.9.)
La disperazione per la situazione portò alcuni a preferire di morire col ferro delle spade, piuttosto che di malattia, tanto da indurli a compiere attacchi disperati e isolati alle postazioni nemiche. La violenza del contagio aveva poi colpito maggiormente i Cartaginesi rispetto ai Romani, poiché questi ultimi avendo condotto l'assedio per ormai due anni, si erano abituati meglio al clima e a quelle acque. Molti dei Siculi che militavano nelle file dell'esercito siracusano, preferirono fuggire verso la propria città, mentre i Cartaginesi, non potendo trovare altro rifugio, morirono tutti fino all'ultimo, insieme ai loro comandanti Ippocrate e Imilcone. Marcello aveva provveduto a trasferire i propri soldati all'interno della città, riparandoli con l'ombra delle case, per riconfortare i corpi infermi. Tuttavia anche molti Romani perirono a causa di quel morbo.

#### La flotta cartaginese abbandona l'isola di Ortigia

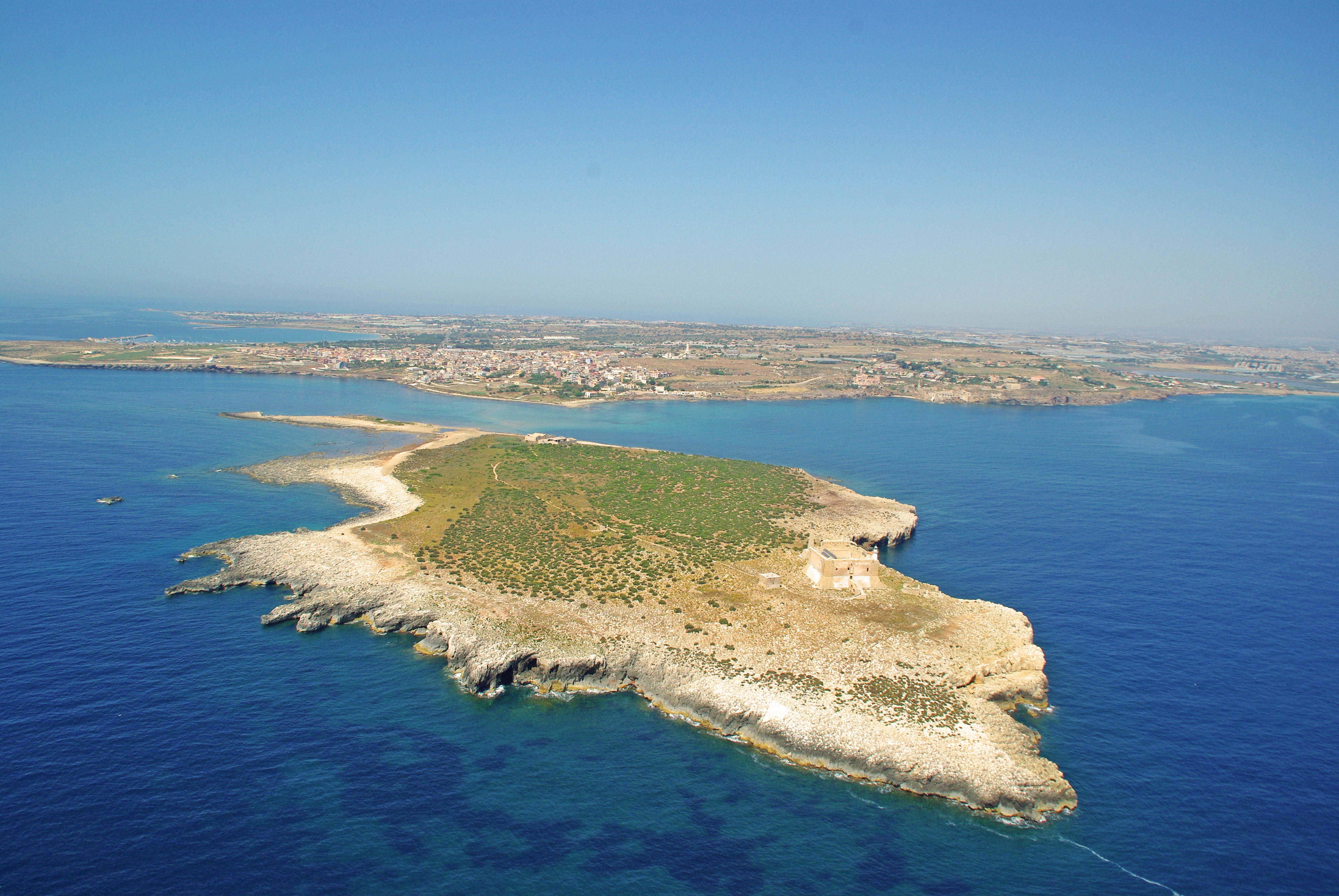
Il promontorio Pachino, presso il quale la flotta cartaginese fu costretta a fermarsi a causa dei forti venti contrari

Distrutto così l'esercito cartaginese dalla pestilenza, i Siculi, che avevano militato in precedenza nelle file di Ippocrate, si ritirarono in due piccole, ma ben difese città, una distante tre miglia (4,5 km) da Siracusa e l'altra quindici miglia (22 km). Qui portarono i rifornimenti e vi concentrarono le loro truppe. Intanto Bomilcare, partito di nuovo con la flotta per Cartagine, relazionò il suo Senato sulle condizioni degli alleati siracusani e ottenne di poter tornare in Sicilia con un grande numero di navi da carico, piene di ogni sorta di rifornimenti. Partito da Cartagine con 130 navi da guerra e 700 da carico, incontrò venti abbastanza favorevoli per raggiungere la Sicilia, ma quegli stessi venti gli impedirono di superare il promontorio Pachino. Epicide, venuto a conoscenza delle difficoltà incontrate dalla flotta cartaginese e temendo che potesse tornarsene in Africa, consegnò l'Acradina ai capi dei soldati mercenari e partì con la flotta per andare incontro a Bomilcare. Raggiunto l'ammiraglio cartaginese, Epicide lo spinse a tentare la fortuna con uno scontro in mare contro i Romani. Marcello allora, avendo saputo che i Siculi stavano raccogliendo un esercito per attaccarlo via terra e che Bomilcare era ormai prossimo alla città, sebbene il proconsole romano disponesse di un numero di navi inferiore, decise di impedire all'ammiraglio cartaginese l'accesso a Siracusa.
Non appena il vento Euro cessò di Soffiare, Bomilcare ed Epicide mossero da capo Pachino in direzione di Siracusa. Come l'ammiraglio cartaginese vide avvicinarsi la flotta romana nei pressi del promontorio, assalito da improvvisa paura, prese il largo e inviò messi a Eraclea Minoa con l'ordine di far tornare indietro in Africa tutte le navi da carico. Egli stesso, invece, oltrepassata la Sicilia si diresse verso Taranto. Epicide, appena si accorse che non vi erano più speranze di raggiungere Siracusa, fece vela su Agrigento in attesa di sapere cosa sarebbe accaduto, più che preparare qualche piano per soccorrere la sua città.

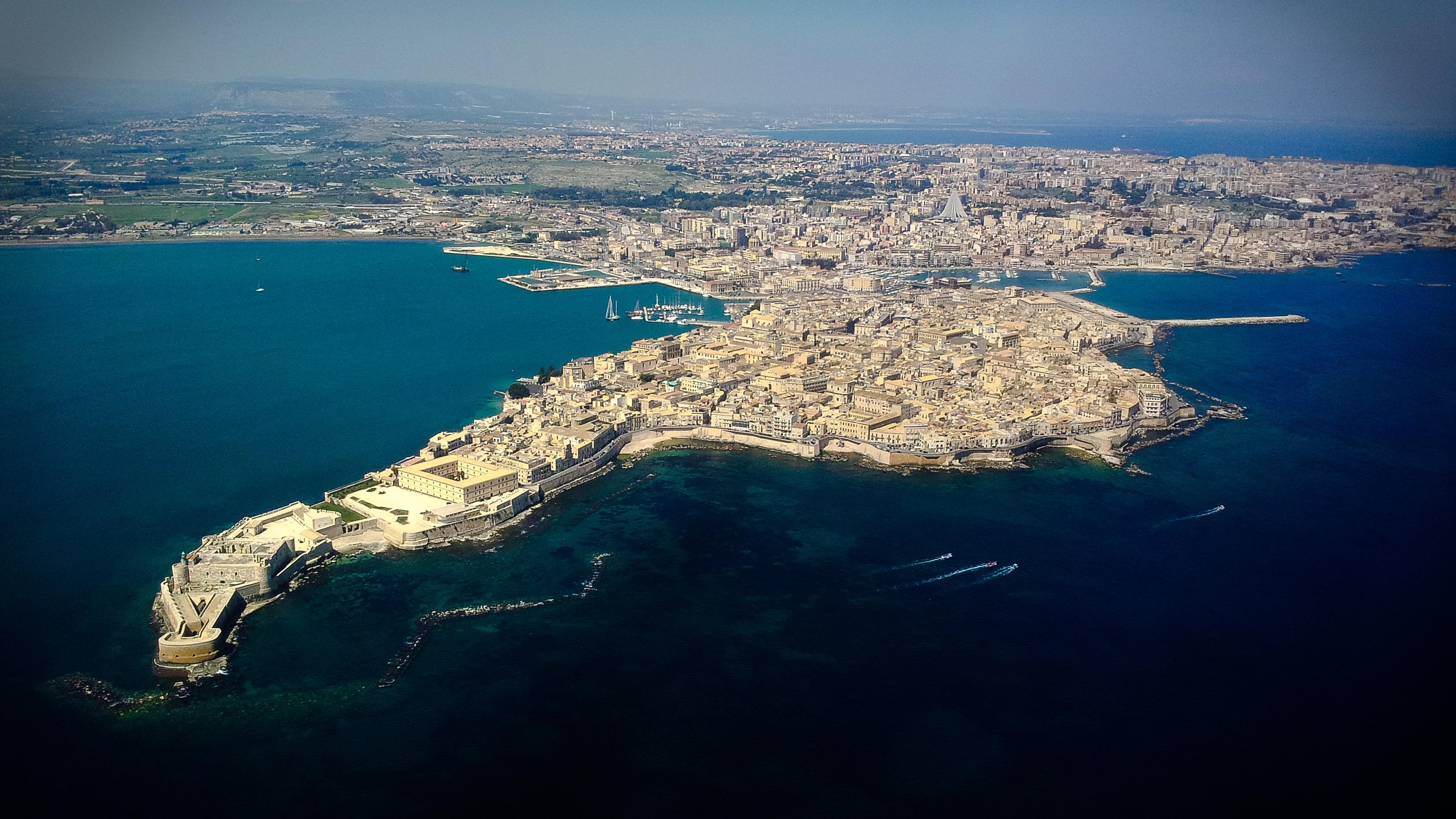
L'isola di Ortigia abbandonata dalla flotta cartaginese di Bomilcare

Appena questi avvenimenti furono noti negli accampamenti siracusani, vale a dire che Epicide si era allontanato dalla città senza farvi ritorno e che l'Isola di Ortigia era stata abbandonata dalla flotta cartaginese e consegnata ai Romani, i Siracusani inviarono dei messi a Marcello per trattare la resa. E poiché si era trovato l'accordo, secondo il quale ai Romani spettavano le proprietà del re, mentre ai Siculi tutto il resto, oltre alla libertà e le proprie leggi, venne convocata un'assemblea con coloro ai quali Epicide aveva affidato il comando dell'Acradina. Vennero quindi aggrediti i prefetti di Epicide, vale a dire Policeto, Filistione e Epicide Sindone, e messi a morte. Morto Ippocrate, allontanato Epicide e uccisi tutti i suoi pretetti; cacciati i Cartaginesi via mare e via terra dall'intera Sicilia, non restava alcuna ragione per non consegnarsi ai Romani.
(Livio, XXV, 28.9.)
Questo discorso venne accolto con il consenso di tutti. Si deliberò di creare prima dei praetores cittadini e poi di inviare degli ambasciatori a trattare la resa con Marcello. Tutto i Romani avrebbero potuto ottenere senza alcun rischio, se non ci fosse stato dissidio tra gli stessi Siracusani. Infatti, i disertori, pensando che sarebbero stati certamente consegnati ai Romani, cercarono di diffondere la stessa paura presso le milizie mercenarie. Fu così che insieme a loro uccisero i nuovi praetores, poi si abbandonarono a compiere una vera e propria strage tra i Siracusani, massacrando tutti coloro in cui si imbattevano e devastando ogni cosa. Elessero quindi sei prefetti in modo da presidiare con tre l'Acradina e con gli altri tre l'Isola di Ortigia. Alla fine, i mercenari che continuavano a domandare quali accordi fossero stati presi con i Romani, cominciarono a capire che la loro condizione era ben diversa da quella dei disertori, e si avvidero. Marcello, inoltre, ammonì i mercenari che erano stati sobillati da un falso sospetto, poiché i Romani non avevano ragione di fagliela pagare.

#### Assalto finale all'Acradina e morte di Archimede

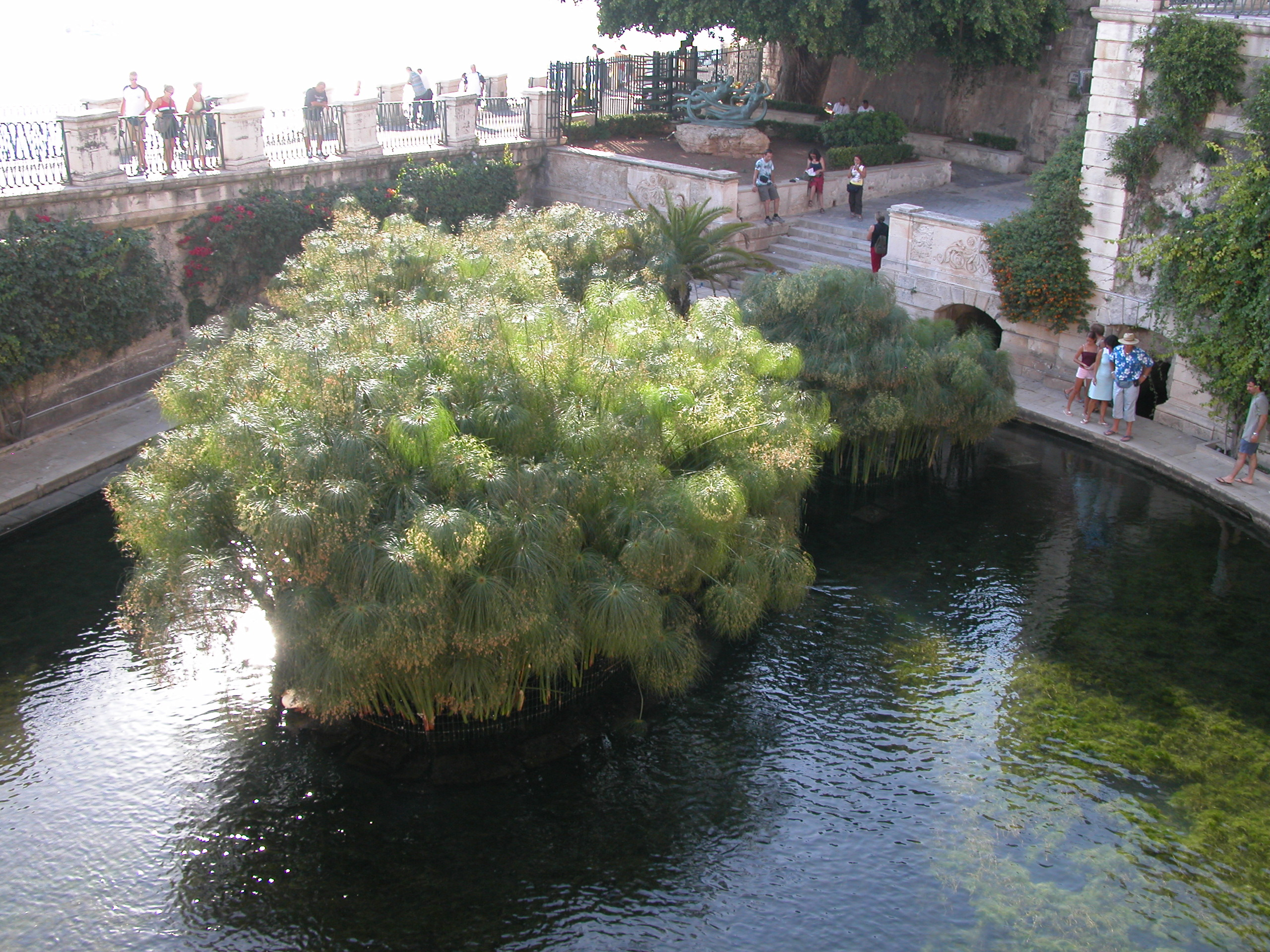
La fonte Aretusa oggi, nei cui pressi si trovava la porta che Merico aprì ai legionari, facendoli entrare in Ortigia

Uno dei tre prefetti dell'Acradina era un certo Merico, di origine ispanica. A questi venne inviato un ambasciatore il quale, trovatolo senza testimoni, gli espose la situazione in Spagna, dove i Romani ormai dominavano quasi l'intera penisola. A questi fu promessa salva la vita e la possibilità di militare tra le armi romane oppure di poter far ritorno in patria, in cambio della sua alleanza alla causa romana. Fu così che Merico, per non destare alcun sospetto presso gli altri mercenari, propose che a ciascun prefetto fosse assegnata una determinata posizione, in modo che ciascuno rispondesse della difesa del settore affidatogli. Tutti furono d'accordo.
Nella distribuzione dei settori a Merico toccò in sorte quello che va dalla fonte Aretusa fino all'ingresso del grande porto. Egli allora si adoperò per farlo sapere ai Romani. Marcello dispose, quindi, che la notte seguente una quadrireme rimorchiasse una nave carica di soldati romani e che fosse condotta fino alla porta nei pressi della fonte Aretusa. Qui i soldati sarebbero sbarcati e accolti da Merico. All'alba Marcello diede ordine di assalire l'Acradina con tutte le sue forze, in modo non solo da far rivolgere verso di sé tutti i difensori di quella parte di città, ma anche quelli dell'Isola di Ortigia che andavano a dar manforte ai primi.
I soldati romani sbarcarono all'improvviso e assalirono le postazioni nemiche quasi semivuote. Con un facile combattimento occuparono l'isola di Ortigia, abbandonata dalle guardie spaventate; e quando Marcello venne a sapere che anche l'Isola era stata presa e rimaneva in mano nemica la sola Acradina, ordinò la ritirata dei suoi, per impedire il saccheggio del tesoro regio. Intanto anche Merico col suo gruppo di armati si era unito ai Romani.

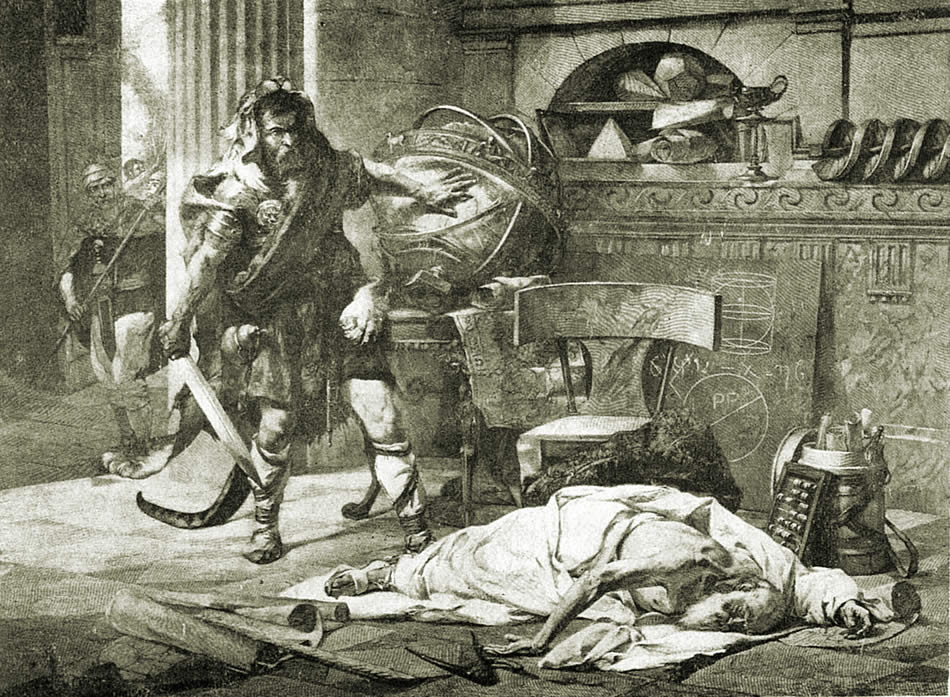
La morte di Archimede

Terminato l'impeto dell'assalto e aperta una via di fuga a quei disertori che si trovavano nell'Acradina, i Siracusani erano finalmente liberi da ogni paura. Inviarono nuovi messi a Marcello, per chiedere l'incolumità per loro e i loro figli. Il proconsole romano inviò all'isola di Ortigia un questore con una scorta di soldati per prendere in consegna e custodire il tesoro del re. L'Acradina invece fu abbandonata al saccheggio dell'esercito romano, dopo che erano state disposte delle guardie attorno alle case di coloro che si erano trattenuti presso i presidi romani.
(Livio, XXV, 31.9.)
In quell'occasione trovò così la morte anche il grande scienziato siracusano Archimede, che fu ucciso per errore da un soldato. Il cordoglio di Marcello per quell'uccisione vide lo stesso condottiero prendersi cura della sepoltura del genio matematico, i cui congiunti, una volta che furono trovati, vennero onorati e difesi in memoria dello stesso.
Fu così che i Romani conquistarono Siracusa; in essa fu trovato un bottino tanto ricco che a stento si sarebbe trovato poi nell'occupazione di Cartagine, con la quale gareggiò per secoli alla pari.

## Conseguenze

### Reazioni immediate
L'assedio ebbe termine grazie al tradimento finale dell'ispanico Merico, consegnando definitivamente Siracusa nelle mani di Roma. Pochi giorni prima della presa della città di Siracusa, Tito Otacilio Crasso passò dal Lilibeo a Utica con 80 quinqueremi e, entrato nel porto all'alba, si impadronì di numerose navi da carico piene di grano. Quindi sbarcò e saccheggiò gran parte del territorio circostante la città cartaginese, per poi fare ritorno al Lilibeo due giorni più tardi, con 130 navi da carico piene di grano e di ogni sorta di bottino. Quel grano fu subito inviato a Syracusae per evitare che la fame potesse minacciare vinti e vincitori.
Siracusa così andò incontro al suo destino cadendo definitivamente in mano romana. Per questa importante vittoria il console Marcello ottenne un'ovazione (non un trionfo) ed entrò vittorioso a Roma col suo carico di ori e beni preziosi strappati alla città greca.
(Livio, XXV, 40.1-3.)
Contemporaneamente giungevano da tutta la Sicilia ambascerie per incontrarsi con Marcello. Quelle città che, prima della presa di Siracusa, si erano arrese o non avevano mai abbandonato la causa romana, vennero accolte e onorate come fedeli alleate; quelle invece che si erano arrese soltanto dopo la presa della città, furono costrette ad accettare dure condizioni di resa. Fu così che alcune zone della Sicilia rimasero in armi contro Roma, come intorno ad Agrigento, dove Epicide e Annone ancora resistevano oltre a un nuovo comandante libio-fenicio, nativo di Ippacra, di nome Muttine, che Annibale aveva inviato al posto di Ippocrate.

### Gli anni successivi
Giunto a Roma alla fine dell'estate del 211 a.C., Marcello ottenne che a Soside, che aveva fatto entrare i Romani in Siracusa di notte, e a Merico, che aveva consegnato Naso e il suo presidio, fossero concessi il diritto di cittadinanza insieme a cinquecento iugeri di terra. A Soside venne donato il terreno nei pressi di Siracusa, che in passato era appartenuto ai re cittadini, oltre a una casa in città che egli scelse tra quelle confiscate per diritto di guerra. A Merico e agli Spagnoli, che con lui erano passati dalla parte dei Romani, venne deliberato di donare una città con il suo territorio in Sicilia, fra quelle che avevano abbandonato l'alleanza con i Romani. Queste disposizioni vennero quindi messe in pratica dal pretore, Marco Cornelio Cetego. E sempre sullo stesso terreno vennero donati a Belligene, che aveva spinto Merico alla defezione, altri quattrocento iugeri.
Dopo la partenza di Marcello dalla Sicilia, la flotta cartaginese sbarcò 8 000 fanti e 3 000 cavalieri numidi. Le città di Morgantina (Murgentia) e di Ergentium passarono dalla parte dei Cartaginesi, seguite poi da Ibla (Hybla) e Macella, oltre ad altre città minori. I Numidi si erano dati a saccheggiare e incendiare i campi degli alleati del popolo romano, vagando per tutta la Sicilia. Contemporaneamente l'esercito romano, indignato sia perché non aveva potuto seguire Marcello a Roma, sia perché gli era stato proibito di svernare in città, trascurava il servizio militare al punto che, poco mancava che non si ribellasse, se solo avesse trovato un comandante all'altezza per prendere l'iniziativa. Fra tutte queste difficoltà, il pretore Marco Cornelio Cetego cercò di calmare l'animo dei soldati, a volte confortandoli, altre punendoli. Alla fine ridusse all'obbedienza tutte le città che si erano ribellate, assegnando Morgantina agli Spagnoli, ai quali, per decreto del Senato, doveva una città e un territorio.

## Nella cultura di massa
- Il film L'assedio di Siracusa del 1960 diretto da Pietro Francisci ha come protagonista Archimede e segue gli eventi dell'assedio.
- Nel film Indiana Jones e il quadrante del destino (2023), Indiana Jones, mediante l'utilizzo di un meccanismo realizzato da Archimede (la Macchina di Anticitera), viaggia indietro nel tempo attraverso un varco temporale, ritrovandosi nel bel mezzo dell'assedio e incontrando Archimede stesso.